# Застава Фиџија
Застава Фиџија је усвојена 10. октобра 1970. Државни грб је мало модификован, а застава је остала иста. Фиџи је проглашен републиком 1987, а застава је остала непромењена. Иако неки захтевају уклањање Заставе уније, многи се томе опиру због историјског континуитета. 
Разлика између колонијалне и садашње заставе је та што је прва имала тамнију нијансу плаве и на њој се налазио цели грб Фиџија а не само штит. 30. новембра 2005. поднесен је захтев Великом већу Шефова Фиџија да се на заставу врати пуни грб.

## Остале заставе
- Застава трговачке морнарице.
- Колонијална застава.
- Морнаричка застава.
- Застава цивилног ваздухопловства.